# Folkingham
Folkingham is een civil parish in het bestuurlijke gebied South Kesteven, in het Engelse graafschap Lincolnshire met 796 inwoners.

## Galerij

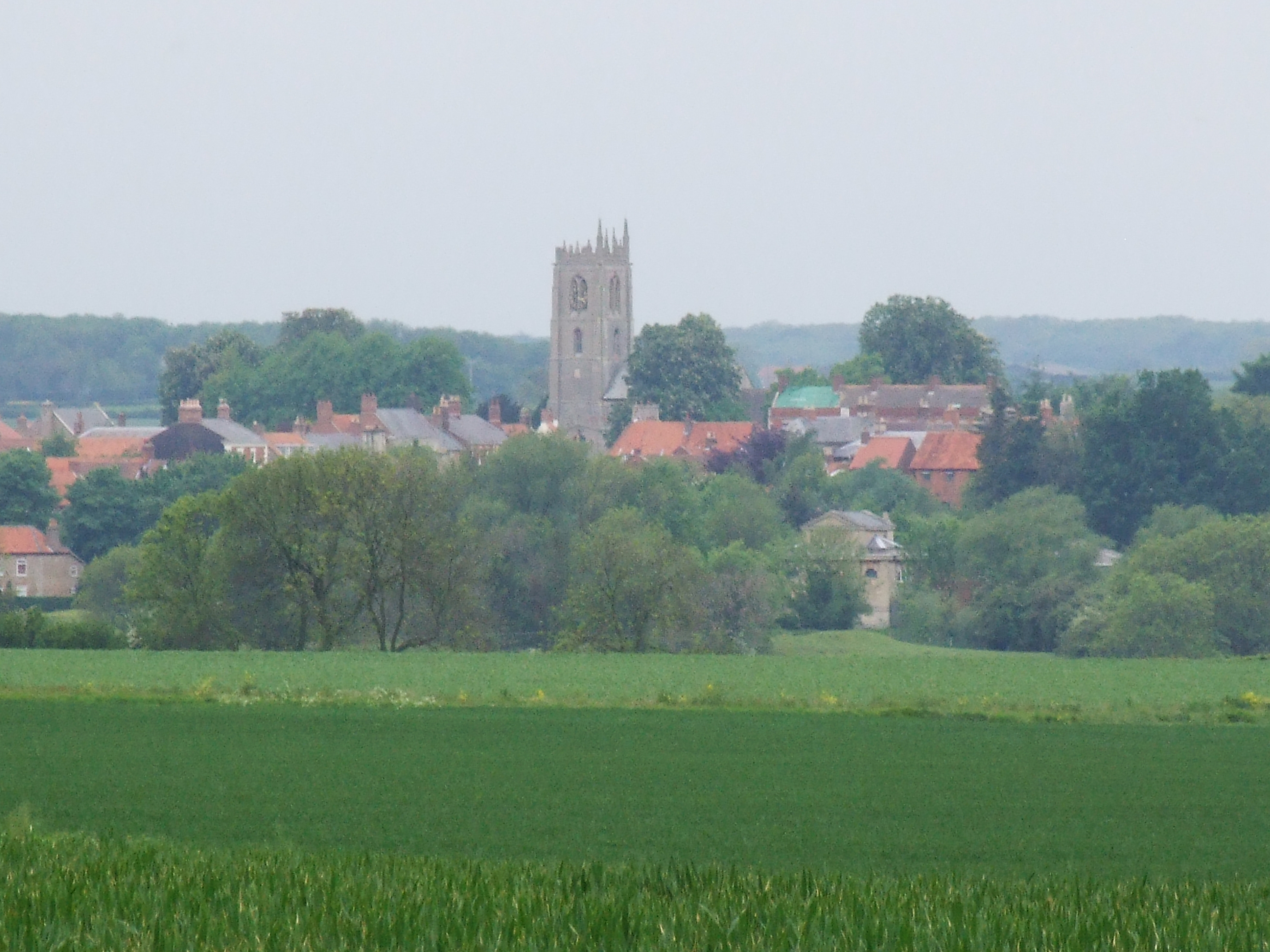
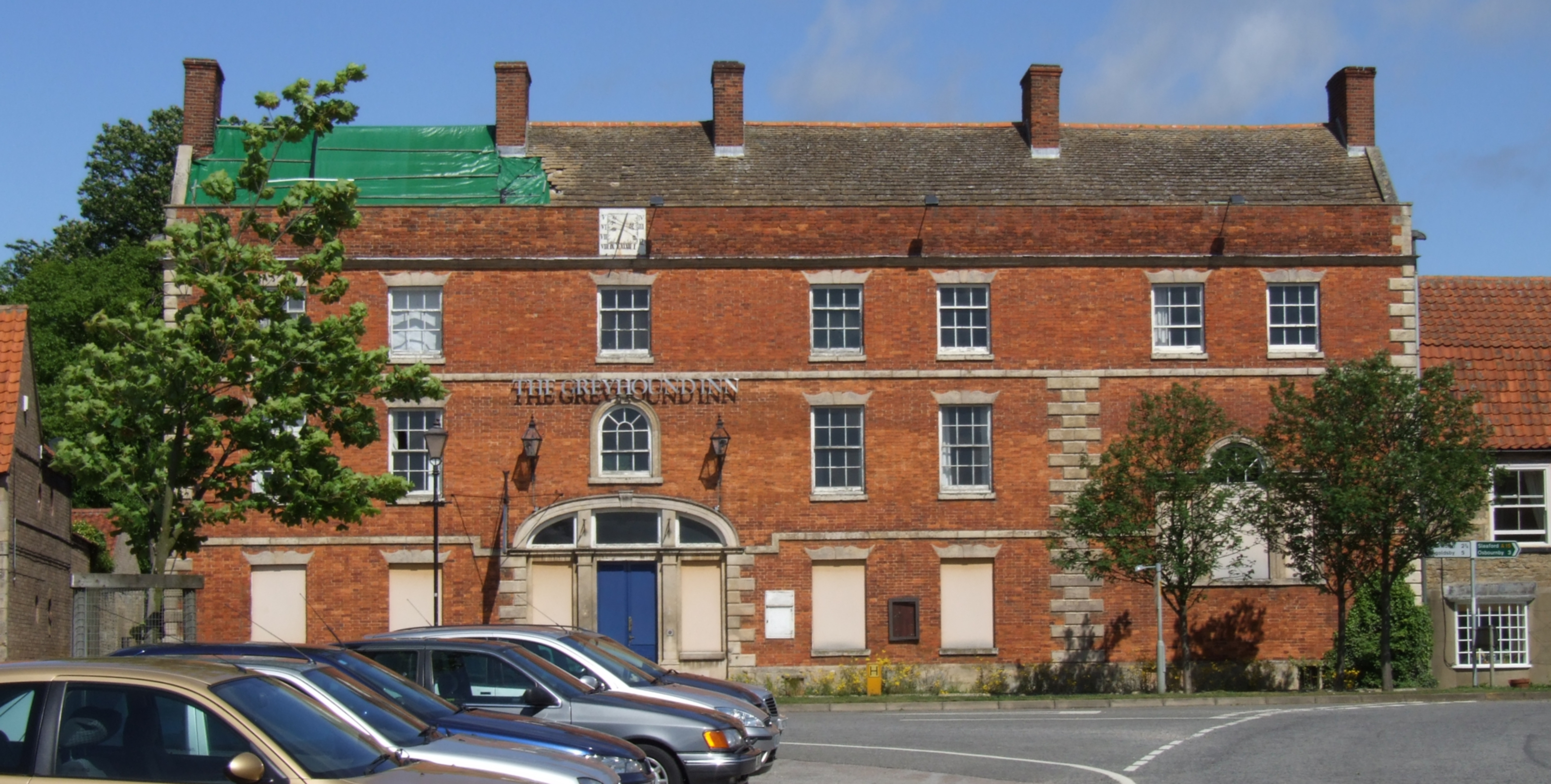
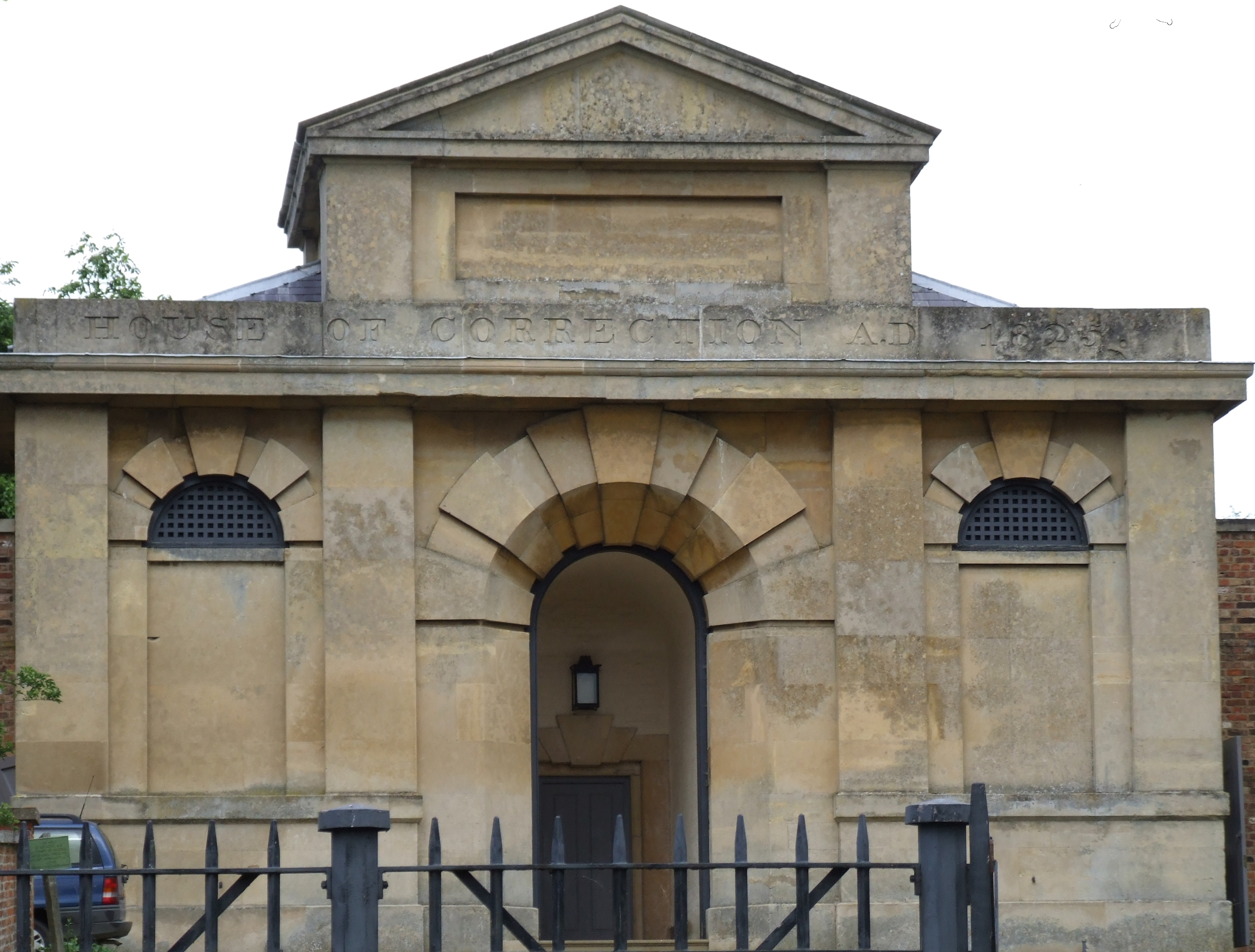
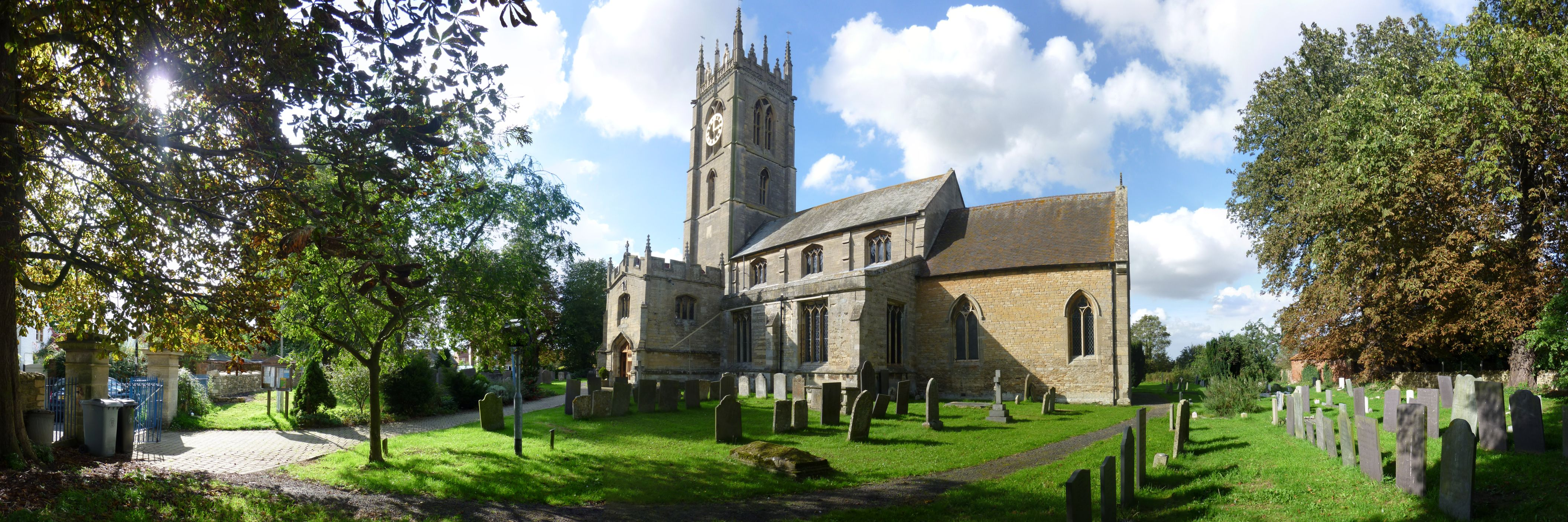